# Bloqueo anglo-francés del Río de la Plata
El Bloqueo anglo-francés al Río de la Plata —también conocido como la Guerra del Paraná— tuvo lugar entre el 2 de agosto de 1845 y el 31 de agosto de 1850. Durante el mismo, las escuadras británica y francesa cerraron al comercio todos los puertos de la Confederación Argentina y los de la República Oriental del Uruguay, con excepción del de Montevideo.
La diplomacia inglesa y francesa justificó el bloqueo por la participación del ejército argentino —dependiente del gobernador de la Provincia de Buenos Aires, Juan Manuel de Rosas— en la Guerra Grande en Uruguay. Según las potencias interventoras, esa participación era un ataque directo a la independencia de ese país, estaba acompañada de crueldades injustificadas, y perjudicaba los intereses comerciales de Francia y del Reino Unido en la cuenca del Río de la Plata. En la práctica, importaba mucho más a las potencias agresoras obligar a la Argentina y al Uruguay a reconocer a sus ríos interiores como no sujetos a su soberanía y permitirles comerciar libremente a través de estos ríos.
La acción militar anglo-francesa no obtuvo la ansiada rendición de Rosas, aunque logró sostener al gobierno de Montevideo durante seis años. Finalmente, la intervención fue levantada por medio del Tratado Arana-Southern y el Tratado Arana-Lepredour.
No obstante, la victoria de Rosas fue efímera, ya que en 1851 se sublevó el gobernador entrerriano Justo José de Urquiza, que lograría derrotarlo y obligarlo al exilio en la batalla de Caseros, de febrero de 1852.

## Antecedentes y causas
El bloqueo fue la resultante de una escalada de conflictos entre la Confederación Argentina —en la práctica, el gobierno de la provincia de Buenos Aires— y las potencias europeas. No hubo un solo detonante, sino que se produjo una larga serie de desacuerdos que llevaron, casi irremediablemente, al enfrentamiento militar.

### La guerra civil argentina

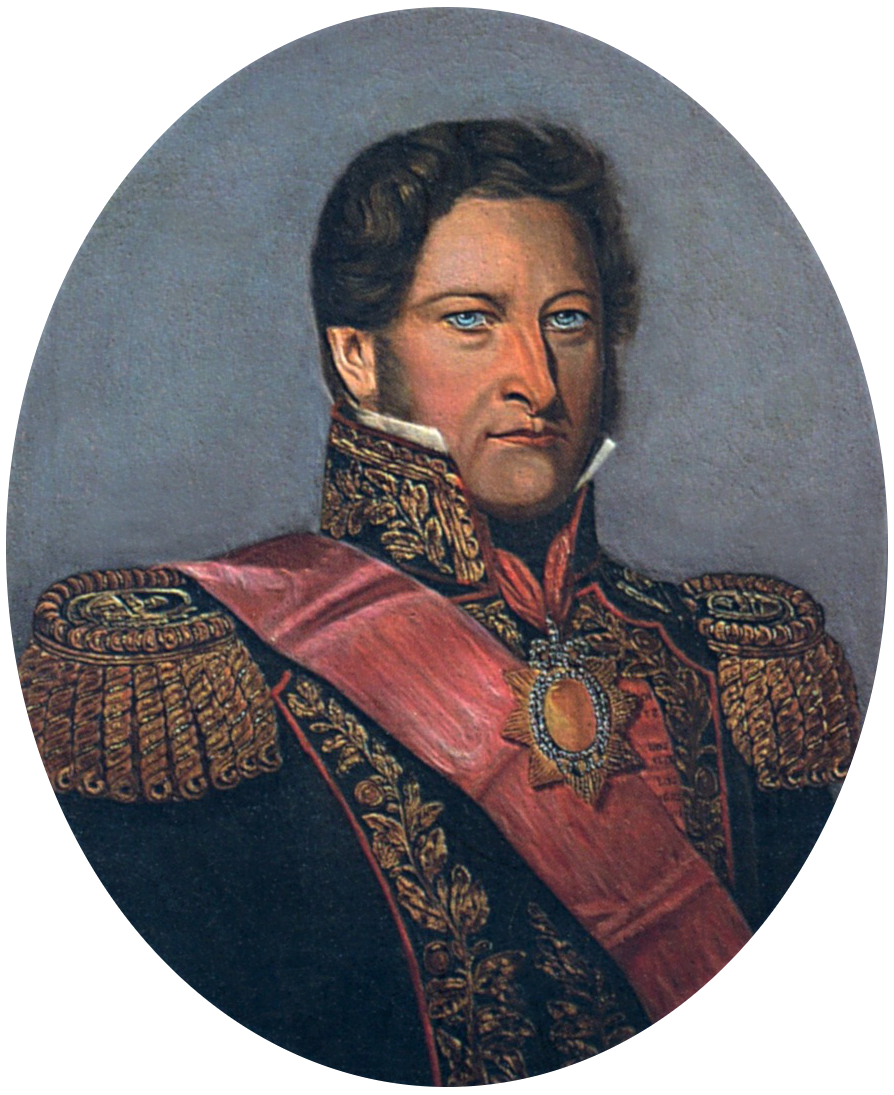
Juan Manuel de Rosas.

La Confederación Argentina estaba sometida a una situación de guerras civiles endémicas desde mediados de los años 1820. La situación se había ido agravando desde 1838, cuando los unitarios habían logrado alianzas con líderes de origen federal, para oponerse al gobierno autoritario de Juan Manuel de Rosas, gobernador de la provincia de Buenos Aires a cargo de las relaciones exteriores de la Confederación Argentina.
Pese a la extensión de la alianza en su contra, Rosas y sus aliados lograron imponerse a la Coalición del Norte a lo largo de los años 1839 a 1841.
Al finalizar el año 1841, quedaban aún dos núcleos opositores al régimen de Rosas, encarnados en las provincias de Corrientes y Santa Fe. Curiosamente, esta última había sido poco antes un valioso bastión del rosismo.
La victoria antirrosista en la batalla de Caaguazú extendió ese frente a la provincia de Entre Ríos, que fue invadida por el ejército correntino, cuya gobernación asumió el general José María Paz.
Pero debido a serias faltas de coordinación entre sus gobiernos, tanto Santa Fe como Entre Ríos volverían rápidamente a la obediencia al partido federal.

### El bloqueo francés

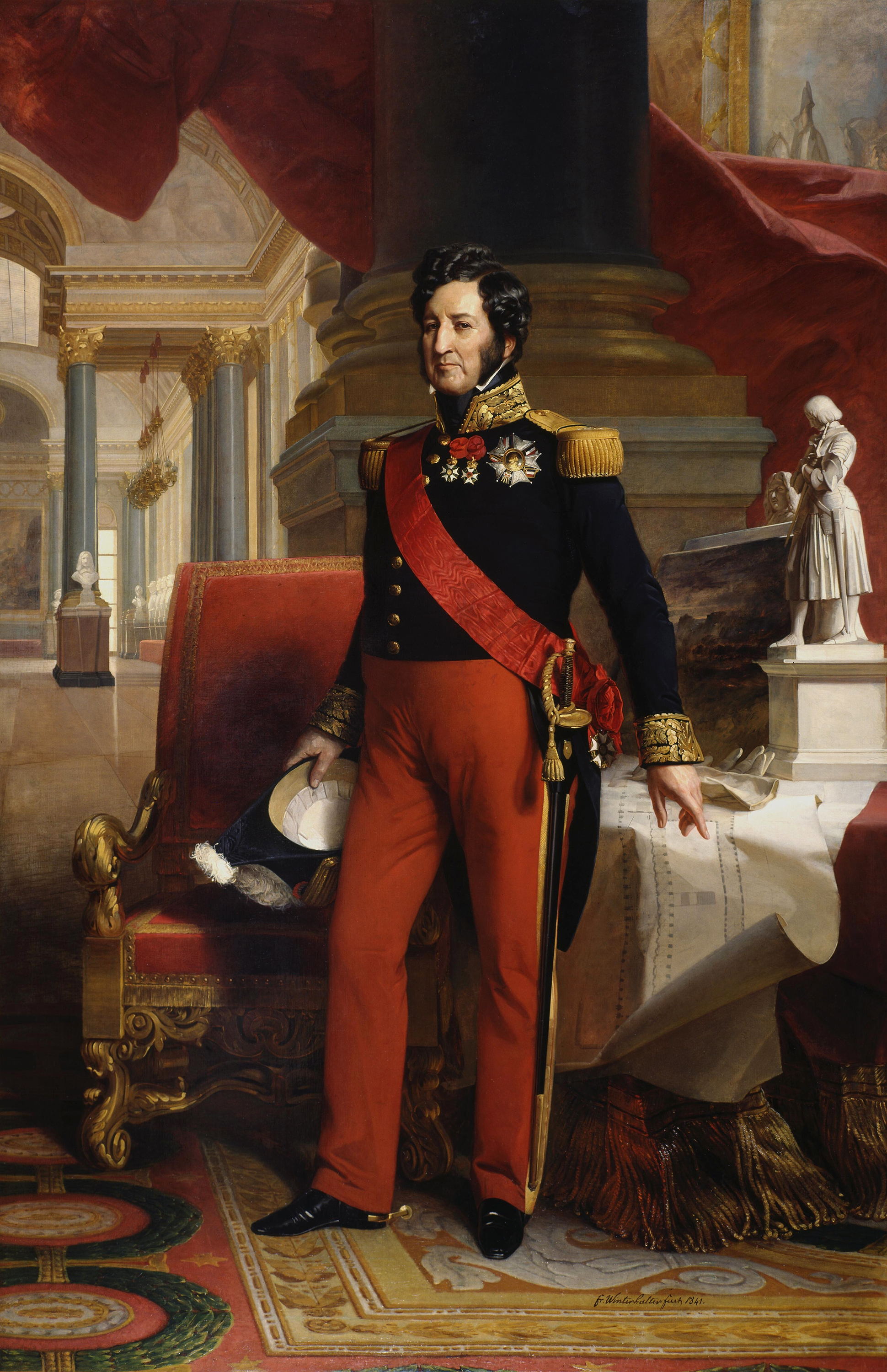
Luis Felipe de Orleáns.

Desde 1838 en adelante, la flota francesa cerró al comercio la ciudad de Buenos Aires y los puertos fluviales de la Confederación Argentina. Esta acción había sido justificada por la negativa del gobierno de Rosas a aceptar la exigencia de exceptuar a los súbditos franceses de las obligaciones del servicio militar, obtener satisfacciones por supuestas ofensas a ciudadanos de esa nación y asegurar el tratamiento de nación más favorecida a Francia por parte de la Confederación Argentina. Pero la impulsó fundamentalmente la actitud arrogante de la representación francesa, amparada en la política expansionista de Luis Felipe de Orleáns.
La acción militar francesa consiguió aglutinar la oposición a Rosas, impulsando la guerra civil en la Argentina. Igualmente, facilitó la victoria y la toma del poder por parte de Fructuoso Rivera en el Uruguay, derrocando al presidente legítimo Manuel Oribe.
Pero la alianza con los unitarios y con Rivera no dio los frutos esperados: Rosas y sus aliados se mantuvieron con firmeza, se negaron de plano a aceptar imposiciones por la fuerza de parte de una potencia extranjera y lograron vencer sucesivamente todas las amenazas que se cernían sobre el dominio federal en Buenos Aires.
Considerando que, aunque los opositores a Rosas aún eran fuertes en el interior del país, las posibilidades de una rápida victoria sobre Rosas se esfumaban, los franceses aceptaron firmar con el ministro de Relaciones Exteriores de Rosas el tratado Mackau-Arana, que puso fin al largo bloqueo, el 29 de octubre de 1840.
Ese tratado, a su vez, tuvo una importancia capital en la derrota de la Coalición del Norte, enemiga de Rosas, ocurrida alrededor de un año más tarde.
No obstante, las relaciones entre Buenos Aires y Francia nunca mejoraron, y —en la práctica— pasaron a una escalada cada vez más severa de enfrentamientos. El modo en que era presentado el Tratado ante la opinión pública resultaba, como mínimo, humillante para el gobierno francés, que no había resignado su actitud arrogante hacia la remota nación sudamericana.

### La Guerra Grande en el Uruguay

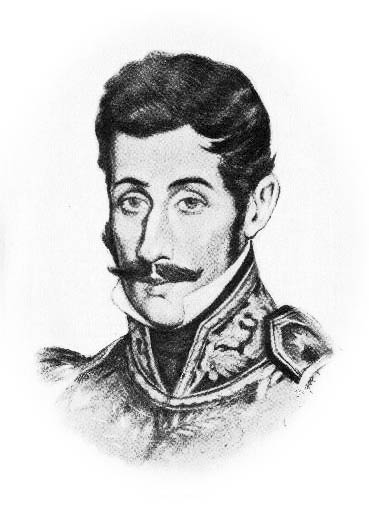
Manuel Oribe.

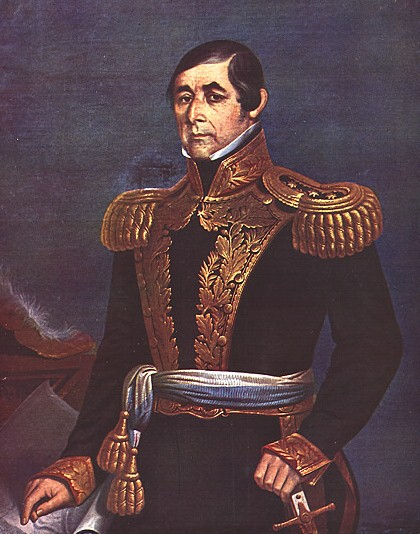
Fructuoso Rivera.

Entre 1836 y 1838, el general Fructuoso Rivera se había rebelado contra el presidente Manuel Oribe, logrando expulsarlo del país con ayuda francesa y de militares y civiles unitarios argentinos.
Apenas llegado al poder, comenzó a pagar su deuda de gratitud para con sus aliados, prestando ayuda a los enemigos de Rosas, esto es, a los unitarios y franceses. Su gobierno participó en las rebeliones ocurridas en el litoral fluvial argentino e incluso en la propia provincia de Buenos Aires contra Rosas. En respuesta, el general Pascual Echagüe había invadido el Uruguay, aunque había sido vencido en la batalla de Cagancha.
Durante los años 1840 y 1841 completos, Rosas no pudo prestar atención a Rivera. Pero, cuando la Coalición del Norte fue vencida, este firmó una alianza con los gobiernos de Corrientes, Entre Ríos —el efímero gobierno del general Paz— y Santa Fe, contra el gobierno de Rosas. Tras permitir el aplastamiento del gobierno santafesino, Rivera cruzó el río Uruguay e invadió la provincia de Entre Ríos, poniéndose al frente del ejército unido contra Rosas.
Sólo en agosto de 1842, cuando ya el ejército federal ingresaba también a Entre Ríos, los diplomáticos ingleses y franceses en el Río de la Plata ofrecieron su mediación para lograr la paz entre ambos bandos. Rosas rehusó la mediación, aclarando que había sido Rivera quien había derrocado a Oribe, quien había declarado la guerra al gobierno de la Confederación y quien había invadido el territorio de la misma, destruyendo a quienes no colaboraban con él.
El 26 de noviembre, los embajadores británico y francés, John Henry Mandeville y Alexandre de Lurde, respectivamente, ofrecieron por segunda vez una mediación para alcanzar la paz, pero dejando en claro que era un ofrecimiento cuya aceptación era obligatoria. El rechazo de tal ofrecimiento significaría la ruptura con ambas potencias.
Rosas respondió que no había posibilidad de paz mientras Rivera ocupara una parte del territorio argentino, y que —por otra parte— consideraba imposible concertar cualquier paz con el general Rivera, al que consideraba un usurpador.
Por otra parte, el comandante del ejército federal era el mismo general Oribe que había sido derrocado por Rivera, y a quien Rosas consideraba aún presidente legal del Uruguay, olvidándose, por cierto, de que su período de gobierno había ya caducado años atrás.
Poco después, el ejército federal derrotó al de Rivera en la batalla de Arroyo Grande. Pocas semanas más tarde, la última provincia rebelde —Corrientes— había sido sometida al régimen federal, y la mayor parte del Uruguay estaba en manos del ejército de Rosas y Oribe.

### La navegación de los ríos interiores
Siguiendo el modelo de los países europeos, el gobierno de Rosas sostenía que la navegación de los ríos interiores de la Confederación era privativa de los buques de esa nacionalidad, y que toda excepción a esta regla debería ser especialmente autorizada por la autoridad nacional. Esa era la política aplicada por el Reino Unido en el río San Lorenzo y por Brasil en el río Amazonas pese a que, en ambos casos, salían perjudicados los intereses de países ubicados aguas arriba.
Por el Pacto Federal de 1831, en lo concerniente a relaciones exteriores, la autoridad nacional era el gobernador de la Provincia de Buenos Aires. Por lo tanto, era únicamente el gobierno porteño quien debía decidir sobre la navegación de los ríos.
A este efecto, Rosas sostenía que los ríos de la Plata y Uruguay debían ser considerados interiores, aunque compartidos entre la Argentina y el Uruguay. Por su parte, el río Paraná debía ser considerado sin discusión un río interior de la Confederación Argentina.
Esa política perjudicaba los intereses de los países ubicados aguas arriba de ambos ríos, especialmente al Paraguay, bloqueado por Rosas que se negaba a reconocer su independencia y el Brasil. Y perjudicaba, también, a los comerciantes europeos que aspiraban a comerciar directamente —sin la intromisión de Buenos Aires— con el Paraguay y el oeste brasileño.
El caso paraguayo no había suscitado problemas en ese sentido hasta el fallecimiento del dictador Gaspar Rodríguez de Francia, que había mantenido aislado a ese país por décadas. Pero el nuevo presidente, Carlos Antonio López, aspiraba a una apertura comercial que, bajo las condiciones impuestas por el gobierno porteño, resultaba muy limitada.
Además, el gobierno de Rosas nunca había reconocido la independencia del Paraguay, que por otro lado este país nunca había proclamado. Cuando ésta fue anunciada por el Congreso paraguayo en 1842, Rosas respondió con un decreto del 8 de enero de 1845, que prohibía toda comunicación con la República del Paraguay desde el territorio de la Confederación Argentina.
Un aliado potencial en el conflicto por la navegación de los ríos era el Imperio del Brasil, que en 1844 intentó consensuar acciones contra el gobierno de Rosas. En septiembre de ese mismo año, Brasil reconoció la independencia del Paraguay. Pero —ya fuese por la escasa importancia que daban las grandes potencias a las naciones sudamericanas, o por la divergencia de intereses entre el Brasil por un lado y el Reino Unido y Francia por el otro— nunca se llegó a planear ni ejecutar acción conjunta alguna.
Por otro lado, los gobiernos de las provincias del litoral del río Paraná —especialmente Corrientes— se veían muy perjudicados por la aplicación excesivamente restrictiva que hacía de estos principios el gobierno de Rosas. En efecto, este exigía que cualquier buque que pasara por el Río de la Plata, aunque su destino no fuera dentro de la provincia de Buenos Aires, se detuviera en el puerto de la capital y pagara allí los derechos de importación y exportación impuestos por el gobierno porteño. Derechos que el gobierno de Buenos Aires utilizaba para su exclusivo beneficio; o, al menos, para beneficio de sus propios intereses.
Las continuas exigencias de los países europeos para una apertura de los ríos interiores fueron alejando progresivamente al gobierno porteño de la diplomacia e intereses comerciales de estos países, especialmente de Gran Bretaña.

### Intereses financieros y económicos
Desde la firma del empréstito con la Banca Baring, en la década de 1820, Buenos Aires se veía sometida al pago de obligaciones de la deuda pública, que en su mayor parte estaba en manos de acreedores británicos. Pero, desde la época de la guerra civil contra la Liga del Interior, y especialmente desde el Bloqueo Francés, el gobierno porteño se había atrasado considerablemente y había llegado finalmente a suspender el pago de la deuda externa.
Los comerciantes británicos, tanto los radicados en Buenos Aires como sus corresponsales en Gran Bretaña, consideraban la política financiera de Rosas como irresponsable, ya que el gobierno no intentaba saldar su déficit fiscal ni frenar la desvalorización del papel moneda, procesos que deprimían la actividad comercial en el Río de la Plata.
Los comerciantes británicos habían confiado en que la paz interna, a partir de fines de 1841, mejoraría la situación fiscal y monetaria en Buenos Aires, pero el gobierno de Rosas no se había conformado con derrotar a una parte de sus enemigos: ambicionaba derrotarlos sucesivamente a todos. Esto incluía las provincias rebeldes, pero también al gobierno de Montevideo.

### La opinión pública europea
La mayor parte de la población de Montevideo era extranjera. Una porción muy importante de la misma estaba formada por emigrados y exiliados de la Argentina, especialmente de Buenos Aires. Todos ellos se consideraban enemigos de Rosas y su régimen, y participaban de la organización de campañas militares en su contra.
Pero, más aún que a las campañas militares, muchos exiliados argentinos en Montevideo se dedicaban al periodismo, utilizando las muchas prensas existentes en la ciudad para publicar información y opiniones políticas sobre la situación de la Confederación. Enemigos como eran de Rosas, escribían toda clase de críticas contra su régimen, tanto con causas reales como infundadas. Esta producción periodística estaba destinada, más que al público montevideano, a infundir ánimo a los enemigos de Rosas.
Pero el efecto más importante que tuvo no fue en la Confederación, sino en Europa: el periodismo del exilio logró hacer llegar a Londres y París una visión del régimen rosista adecuada a sus intereses. Según esta visión, la Confederación Argentina era el campo de exterminio de los ejércitos de Rosas. Y, peor aún, el campo de acción de una banda de asesinos que eliminaban con lujo de crueldad a todos los hombres de bien que se rebelaban contra su despotismo.
Desde el punto de vista de la opinión pública británica y francesa, la violencia reinante en Buenos Aires era un peligro para las comunidades de ingleses y franceses asentadas en esa ciudad.
La asociación policial conocida como la Mazorca, en efecto, había asesinado a varias decenas de personas —no a miles, como se denunciaba en la prensa montevideana— pero se había cuidado muy bien de no perseguir a inmigrantes de ese origen. Tampoco sometían a la ciudad a una ordalía permanente, sino que había protagonizado dos estallidos de violencia, en 1840 y 1842. Y, tras un corto período en que tal vez no hubiera podido controlar a sus huestes, Rosas había detenido las persecuciones por completo.
Claro está que no era la Mazorca la única responsable de hechos de violencia, pero las ejecuciones de militares en los campos de batalla o en las prisiones militares —desgraciadamente muy frecuentes— no revestían peligro alguno para la población civil.
Ni en Francia ni en el Reino Unido había consenso sobre cómo resolver los problemas del Río de la Plata: los comerciantes del Reino Unido estaban a favor de la imposición de sanciones y del bloqueo. En junio de 1845 fueron presentados al ministro de relaciones exteriores británico, Lord Aberdeen dos peticiones, una de los "banqueros, hombres de negocios y comerciantes de Liverpool", y otra proveniente de Mánchester. En ambas se solicitaba la adopción de medidas tendientes a imponer la libre navegación en el Río de la Plata, invocando además la matanza de abril de 1842 como justificación adicional para una intervención británica.
También los diplomáticos acreditados en el Río de la Plata —con la única posible excepción de Mandeville— y los oficiales de las estaciones navales estaban de acuerdo en imponerse por las fuerzas. Por su parte, los comerciantes establecidos en Buenos Aires estaban completamente en contra: el gobierno porteño los favorecía y protegía especialmente.
Por su parte, el ministro de relaciones exteriores británico, Lord Aberdeen, rechazaba la utilización de la fuerza contra el gobierno de Buenos Aires y prefería ejercer como árbitro. Pero la negativa de Rosas y la presión de los comerciantes británicos lo obligaban a sostener las posiciones de los oficiales partidarios de la guerra.

## Declaración del bloqueo

### La escalada del conflicto
El 16 de diciembre, los embajadores británico y francés presentaron una nota, informando a Rosas que «habiendo determinado los gobiernos del Reino Unido y Francia hacer cesar la guerra entre Buenos Aires y Montevideo, exigían la inmediata cesación de las hostilidades y que las tropas de la Confederación permanecieran dentro de su territorio, o se retiren de él, si ya hubiesen pasado sus fronteras, bien entendido que lo mismo harían las de la República del Uruguay». Los diplomáticos, que no habían hecho esa exigencia a Rivera con anterioridad, bien sabían que —después de Arroyo Grande— las únicas tropas que podrían estar en territorio extranjero eran las argentinas. Por otro lado, el tono de la nota era insolente, exigiendo el cese de un conflicto al cual, teóricamente, eran ajenos.
Rosas no informó a la legislatura de la existencia de la nota, y tardó mucho tiempo en contestarla.
A partir del momento en que el ejército de Oribe estableció el Sitio de Montevideo, el 16 de febrero de 1843, la insistencia de la prensa montevideana comenzó a dar resultados más palpables: pese a que el embajador británico, John Henry Mandeville, no tenía instrucciones de iniciar acciones bélicas contra la Confederación, llamó en su auxilio al comandante de la flota inglesa estacionada en Río de Janeiro, comodoro John Brett Purvis.
Mientras tanto, ante la poca efectividad del sitio sobre una ciudad que mantenía sus comunicaciones marítimas liberadas, el 9 de marzo Rosas anunció que, a partir del 1 de abril de 1843 el puerto de Montevideo sería sometido a un bloqueo parcial. Este estaba limitado a impedir la entrada de 

«...todo buque que conduzca artículos de guerra, carnes frescas o saladas y cualquier clase de consumos.»

 El resto del comercio se declaraba libre. Por otro lado, Oribe permitió durante un tiempo el comercio entre Montevideo y los demás puertos del Uruguay, con la finalidad de que la ciudad sitiada agotara su provisión de dinero "metálico"; cuando ese objetivo fue alcanzado, meses después, cerraría también sus puertos al comercio con la ciudad.
Pero el comodoro Purvis desconoció por completo el bloqueo, declarando que «en actos del gobierno de Su Majestad Británica, hay antecedentes estableciendo el principio de no reconocer a los nuevos puertos de Sudamérica como potencias marítimas autorizadas para el ejercicio de tan alto e interesante derecho como el del bloqueo». Tal afirmación no sólo era falsa, como el propio almirantazgo británico afirmaría poco después, sino que era una grave ofensa a la soberanía de las naciones latinoamericanas.
Cuando la flota de Guillermo Brown capturó un arsenal en la Isla de Ratas, encañonó a la flota argentina, obligándolo a entregar el armamento a sus buques, que lo trasladaron al puerto de Montevideo. También le impidió perseguir a dos buques de guerra del gobierno de Montevideo, llegando a cañonear a los buques argentinos. La colaboración de la flota inglesa llegó al punto de trasladar en sus propios botes a las tropas montevideanas que se embarcaban hacia distintos puntos de la costa uruguaya.
Purvis se dirigió al almirante Brown, anunciando que cualquier hostilidad naval de parte de un súbdito británico contra Montevideo sería considerado un acto de piratería y tratándolo de «Mr. Brown, súbdito británico al mando de los buques de Buenos Aires». Hacía ya treinta años que Brown era ciudadano argentino y luchaba bajo la bandera de ese país.
Por su parte, Lord Aberdeen, atrapado entre su propia postura moderada y la presión pública para que actuara, ordenó a Mandeville que no iniciara acción alguna contra la flota de Rosas, reconociendo abiertamente el derecho de todo país a declarar el bloqueo de puertos enemigos. Pero no comunicó esa misma orden al comodoro Purvis, ni tampoco lo desautorizó por las acciones bélicas que había iniciado.
Para completar la situación, la mayor parte de la población masculina adulta de origen extranjero tomó las armas a favor del gobierno de Rivera: en junio de 1843 había sólo 800 uruguayos de un total de 6500 hombres en armas dispuestos a la defensa de la ciudad, en su mayoría franceses (2000 en ese momento y llegarían a más de 3000), vascos (700), italianos, etc.
Rivera declaró traidores a la patria a los soldados de Oribe que fueran tomados con las armas en la mano y por consiguiente anunció que los fusilaría de ser capturados. Cuando Oribe respondió con una medida similar —aunque algo más moderada— los diplomáticos extranjeros exigieron que se excluyese de esas medidas a los súbditos de sus respectivos reyes, esto es, al grueso del ejército. Por otro lado, en varios momentos críticos del Sitio, los propios marinos de las flotas francesa y británica bajaron a tierra y formaron entre los defensores.
A todo esto, los diplomáticos de las dos potencias declaraban ser neutrales en el conflicto, y seguían ofreciendo una mediación, y declarándose muy ofendidos cuando tal mediación era rechazada.
No obstante, la flota francesa subsidiaba mediante enormes sumas de dinero, y donaba grandes cantidades de armamento, a la defensa de la ciudad.

### Misión Varela

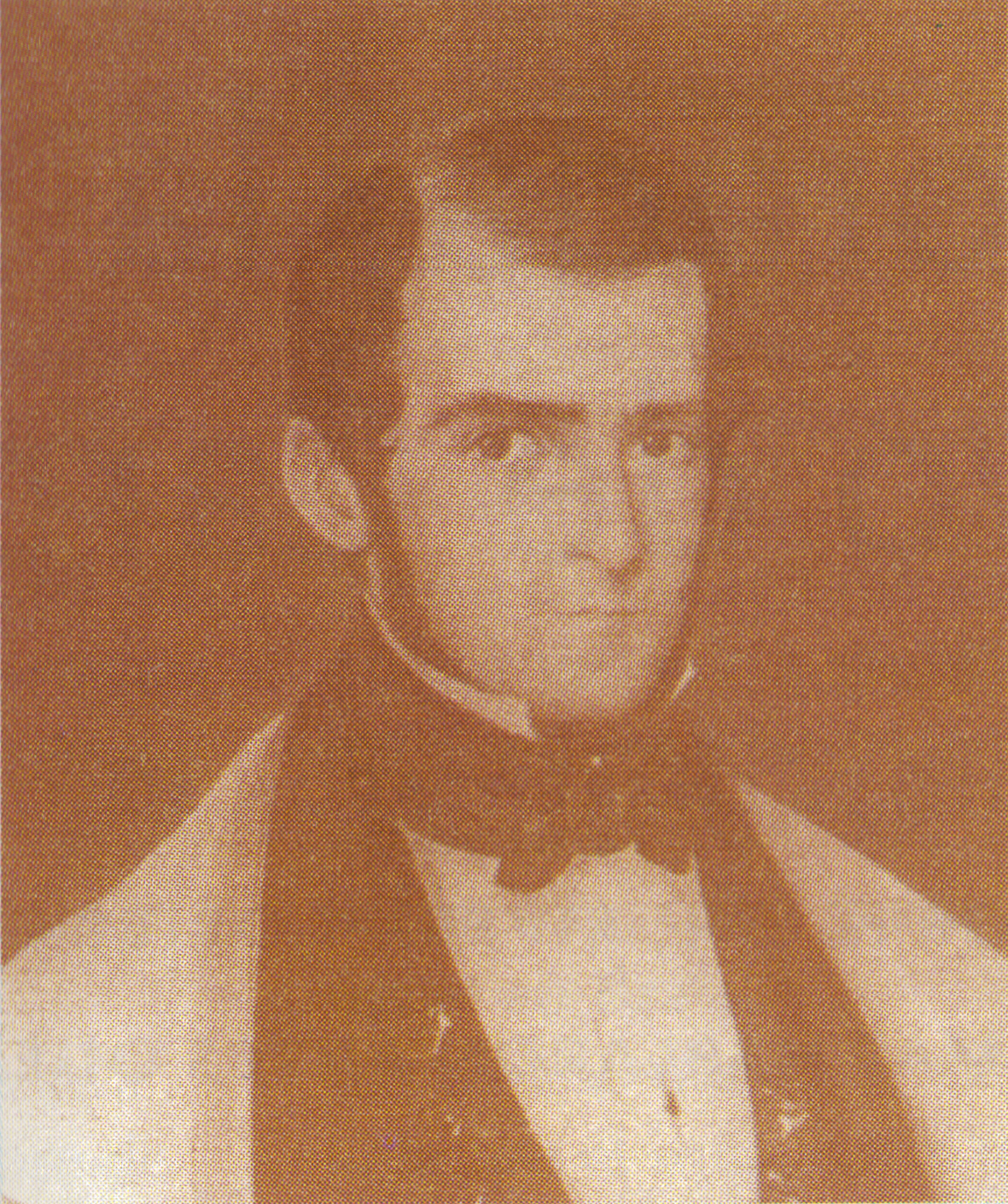
Florencio Varela.

Por consejo del mismo comodoro Purvis, el gobierno de Montevideo envió ante los gobiernos de Londres y París, con el carácter de enviado confidencial, al doctor Florencio Varela, con la misión de volcar abiertamente esos gobiernos a la defensa de Montevideo. Ya era embajador en Londres el doctor Ellauri, que estaba trabajando fuertemente en ese sentido, pero Varela ofrecía mucho más. Ofrecía abiertamente un puerto del Uruguay como factoría, simultáneamente del Reino Unido, Francia y Brasil. En caso de que la defensa de la capital oriental fuese imposible, su gobierno la entregaría a los gobiernos europeos, para que ellos se entendieran directamente con Oribe; lo cual, esperaban, dejaría de lado a Rosas y los convencería de negociar con suma dureza con el jefe blanco.
Curiosamente, el mismo Varela, cuando el bloqueo francés, había declarado «yo no tengo partido en cuestiones nacionales: el extranjero armado contra mi país, nunca tiene razón para mí… La Patria ante todo.»
Las instrucciones de Varela eran de solicitar que «la Inglaterra adopte, de acuerdo con la Francia o por sí sola, medidas capaces de terminar enteramente la guerra lo más pronto posible y de asegurar para más adelante la duración de la paz, bien sea interviniendo con armas en la lucha, bien por otros cualesquiera medios.»
Antes de partir, Varela conferenció con el general Paz, pidiendo su apoyo al proyecto de separar las provincias de Corrientes y Entre Ríos de la Confederación en una posible República de la Mesopotamia, a lo que el general se negó —afirmó en sus "Memorias"— en forma terminante.
La entrevista del enviado con Lord Aberdeen pareció no dar resultado, ya que el ministro trató con excesivo desprecio a Varela, poniendo en duda la utilidad de su intervención en los asuntos del Plata. No obstante, a largo plazo, lograría la ansiada intervención.
Varela pasó después a París, donde no logró nada con el ministro François Guizot, por lo que decidió buscar apoyo en el jefe opositor, Adolphe Thiers, líder del partido belicista. Este hizo todo lo que pudo en el Parlamento para volcar la decisión a favor de la intervención, aunque este resultado se lograría sólo algún tiempo más tarde. Por de pronto, sin embargo, consiguió que Francia siguiera subvencionando a Rivera y al gobierno de Montevideo. Durante las discusiones, Thiers llegó a afirmar que Montevideo era «prácticamente una colonia francesa.»
A fines de mayo, Varela estaba en Río de Janeiro, donde apoyó activamente las pretensiones del Imperio contra la soberanía del país al que decía representar. No obstante, el Brasil no tomaría parte alguna en la intervención en el Río de la Plata hasta 1850, no por no haberlo deseado, sino porque los gobiernos del Reino Unido y Francia lo dejaron de lado.
Aunque Varela no logró ninguna promesa a favor de su posición, el ministro Guizot terminó por darle la razón. Logró arrastrar tras de sí al gobierno británico, y en febrero de 1851 comenzó un intercambio de notas con Aberdeen, invitándolo a llevar adelante una "mediación armada", un término diplomática y militarmente absurdo, que encubría una verdadera alianza con uno de los bandos beligerantes en el Río de la Plata.

### Misión Ouseley-Deffaudis
Tras más de dos años sin avances significativos en el sitio —situación debida a los donativos y aportes de armamento por parte de Francia y a la libertad que tenía la ciudad para abastecerse por agua— Oribe conservaba el control de todo el interior del Uruguay. Máxime después de la derrota definitiva de Rivera en la batalla de India Muerta, del 27 de marzo de 1845.
Tras una serie de intercambios de notas, el primer ministro francés, Guizot, y el ministro de relaciones exteriores británico, Aberdeen, declararon legal el bloqueo. La noticia llegó a Buenos Aires el 5 de septiembre. En respuesta, Rosas ordenó a Brown reanudar el bloqueo al día siguiente.

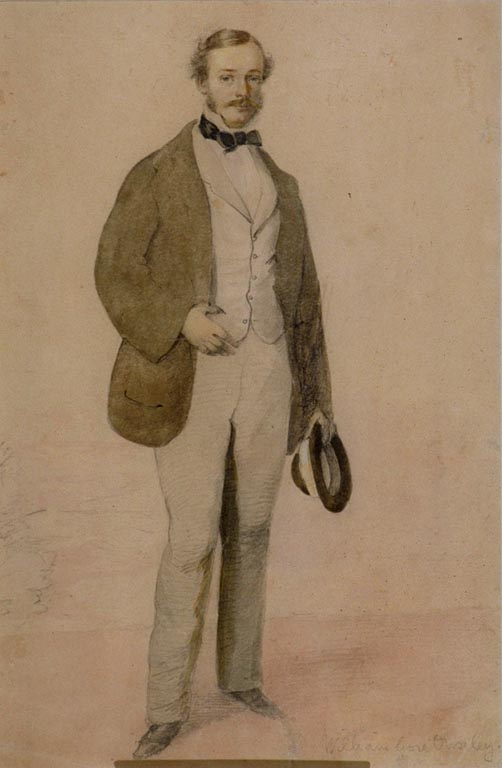
Autorretrato del enviado británico William Gore Ouseley.

Poco después llegaban al Río de la Plata nuevos mediadores: por parte británica, William Gore Ouseley reemplazaba a Mendeville, y Samuel Hood Inglefield al comodoro Purvis. Por parte del rey de Francia, llegó el barón Antoine-Louis barón Deffaudis.
En vista de que en ese momento quedaba claro que sus aliados eran incapaces de alcanzar la victoria sin ayuda, y de que la ciudad sitiada no podía resistir mucho más, los nuevos embajadores exigieron el inmediato cese de las hostilidades contra el "gobierno legítimo de Montevideo." Por cierto, el gobierno de Montevideo no era en absoluto legítimo, ya que el mandato de Rivera había caducado, y no existía siquiera una legislatura.  Rosas se negó categóricamente, aunque con toda la moderación del lenguaje diplomático. Como respuesta, ambos diplomáticos lanzaron una nueva exigencia: el retiro inmediato de todas las fuerzas argentinas del territorio oriental. La primera nota, de Ouseley fue presentada el 8 de mayo. Una más categórica, firmada por Ouseley y Deffaudis, fue presentada el 17 de junio, y reiterada el 24 y el 8 de julio. Incluso declararon que no admitirían a Oribe como presidente legal "ni aun elegido". Era evidente que las potencias interventoras pretendían decidir arbitrariamente sobre los derechos de los países beligerantes, los medios con que defendían tales derechos e, incluso, la legalidad de sus gobiernos.
En la nota del 8 de julio explicitaron con más claridad que en ninguna otra las razones de sus exigencias. Según Ouseley y Deffaudis, las razones eran:
1º. Que la presencia de las tropas argentinas a órdenes de Oribe tenían por objeto reponer en la presidencia al general Oribe, lo cual resultaba una intromisión en los asuntos internos del Uruguay y un ataque directo a su independencia, la cual estaban obligadas a defender Gran Bretaña, por el artículo 10.º del tratado de 1828, y Francia por el artículo 4.º del Tratado Mackau-Arana.
2º. Que las crueldades de que ha ido acompañada la guerra en el Estado Oriental han sacudido a todo el mundo civilizado.
3º. Que los intereses del comercio británico y francés en el Río de la Plata no florecen a consecuencia de esa guerra, que obstruye la navegación en ese río y su cuenca.
En su clásica Historia de la Confederación Argentina, Adolfo Saldías ha rebatido en detalle los argumentos de los ministros interventores:

“El primer motivo que se invocaba para intervenir en la guerra con el gobierno de Montevideo era un pretexto especioso… Los artículos obligan al gobierno argentino a reconocer la independencia del Estado Oriental, pero no se extienden, ni habrían podido extenderse, a imprevistas eventualidades del futuro, como la de una guerra. El hecho de que los Estados se empeñen en guerra no significa el de desconocerse mutuamente su independencia. El gobierno argentino respondió a la guerra que le declaró el gobierno oriental, o sea el general Rivera. Éste se alió al partido argentino de los unitarios, y ambos siguieron esta guerra con los dineros, auxilios y fuerzas navales de la Francia. El gobierno argentino… sitió a Montevideo, no por llevar un ataque contra la independencia oriental, de lo cual habría sido cómplice el mismo general Oribe, sino en prosecución de las operaciones de guerra que le fueron favorables, y de la misma manera que el general Rivera ocupó la provincia argentina de Entre Ríos y la isla Martín García.”

“Ni aún en la hipótesis de que el gobierno argentino atacase la independencia del Estado Oriental, el Reino Unido y la Francia podían invocar las convenciones de 1828 y 1840 para intervenir como lo hacían. Para alegar tal derecho, hubiera sido necesario que dichas potencias hubiesen garantido tal independencia, y esto no había ocurrido. La convención de 1828 entre la República Argentina y el Imperio del Brasil se celebró “por la mediación del Reino Unido”. El oficio de ésta fue el de “potencia mediadora”, como lo designa el artículo 18 de esa convención… La mediación amigable del Reino Unido terminó, pues, en seguida de celebrada la convención de 1828.”

“Tampoco la Francia estableció acto explícito de garantía en la convención de 1840. La independencia del Estado Oriental se recordó como un hecho preexistente.”

A continuación, Saldías rebatía el segundo argumento, sobre las “crueldades de que ha ido acompañada la guerra”, declarándolo poco serio. No sólo recuerda que los actos de violencia hubieran desaparecido ya de no ser por la intervención anglo-francesa que postergó el final de la guerra, sino que los compara con los violentas invasiones del Reino Unido en la India, la China e Irlanda, y las de Francia en Argelia y México, incomparablemente mucho más crueles que la guerra en el Río de la Plata.
En cuanto al tercer motivo, recuerda que los puertos argentinos estaban abiertos al comercio británico y francés, y que el cierre de Montevideo era un accidente, cuya duración dependía exclusivamente de que esa ciudad pudiera ser capturada por Oribe. Acción, justamente, a la que los interventores se oponían. Recuerda Saldías, además, que durante el bloqueo francés, los británicos no se habían quejado del mismo, siendo que este había tenido indudables efectos sobre el comercio en la cuenca del Río de la Plata.
Pretendían, además, dar carácter de Estados nacionales soberanos a las provincias de Entre Ríos, Corrientes y Santa Fe. En un memorándum de julio de 1845, Ouseley comunicaba a su gobierno las nuevas posibilidades que se abrían con el bloqueo: se habilitaría la navegación de los ríos hasta el Paraguay —el diplomático creía que también hasta Bolivia— y fomentar la secesión de Corrientes y Entre Ríos de la Confederación.

### Declaración del bloqueo
El 21, los embajadores dieron su ultimátum: exigían que se accediera a sus exigencias, y ponían como fecha límite el 31 de julio. Por su parte, Rosas declaró el bloqueo total de la ciudad. Si no se accedía, capturarían la flota argentina. Al día siguiente, Rosas ordenó a Brown levantar el bloqueo y llevar su flota a Buenos Aires. El 31, el ministro Felipe Arana les devolvió sus pasaportes.
Rosas tal vez creyó que no darían un paso tan importante, pero de todos modos no estaba dispuesto a ceder. Envió todos los antecedentes a la Sala de Representantes, que —tras un debate en que se discutieron asuntos de forma— aprobó todo lo actuado por Rosas. Esta vez se consiguió la unanimidad en apoyo de su política, que no se había conseguido durante el bloqueo francés.

### El robo de la escuadra
La flota bloqueadora de Brown era de escasa envergadura frente a las escuadras aliadas. Estaba compuesta de la fragata 25 de Mayo (coronel Francisco Erézcano), bergantín General Echagüe (teniente coronel Antonio Toll), goleta Maipú (sargento mayor Juan Fitton), la goleta 9 de Julio (teniente Juan Starost) y el bergantín San Martín (nave insignia, Brown, teniente 1° Álvaro de Alzogaray).
La corbeta Cadmus (inglesa, de 16 cañones) y el bergantín D'Assas (22 cañones) rodearon en la noche del 21 al bergantín San Martín y a la corbeta 25 de Mayo.
A las 11 de la mañana del 22 de julio los capitanes Thomas Sabine Pasley y Moursieur, comandantes de los buques insignias de las flotas aliadas, en nombre de los almirantes Inglefield y Lainé, notificaron verbalmente a Brown que "quedaba detenida la escuadra a su mando". Brown les solicitó que le comunicaran la intimación por escrito para informar a su gobierno, cosa que nunca sucedió.
El 31 de julio Brown recibió a los comandantes de la corbeta inglesa Curacao y la fragata francesa Africana, quienes le avisaron que podía partir, si bien le reclamaban "por orden de sus ministros todos los súbditos ingleses y franceses que estaban a su bordo". Brown solicitó se suspendiera la medida hasta que pudiera llevar su flota a Buenos Aires, lo que quedaron en responder.
Al impedir el movimiento de los buques de la Confederación, estos no pudieron completar aguada, por lo que sólo contaban con unas pocas pipas chicas de agua nauseabunda e imbebible entregada por la fragata inglesa Águila. Mientras la tripulación y oficialidad sufrían el bloqueo, se las presionaba a enrolarse en la escuadra aliada.
Luego de mantener la situación por varios días, Brown resolvió provocar a una definición. El 2 de agosto a las tres de la tarde el 25 de Mayo, seguidos del San Martín y el 9 de Julio iniciaron las maniobras de partida. Brown esperaba que o bien se le permitiera zarpar o se le enviara un bote de parlamento, pero no que fuera atacado, no existiendo estado de guerra ni mediando intimación alguna.
Sin embargo, pronto el General Echagüe fue impedido de moverse por los barcos inmediatos, mientras que el Maipú, por su parte, hacia señales de que estaba siendo detenido al empezar a levar el ancla por la corbeta Cadmus e intimado a suspender la maniobra con la amenaza de ser echada a pique, a lo que se sumaba que sus marineros ingleses se negaban a prestar servicio.
Relata Brown en su parte los sucesos posteriores:

"Puesto en vela el San Martín con su artillería descargada, también se dieron a la vela el Cadmus, Satelite y Dasa [D'Assas] rompiendo sus fuegos [sobre] el San Martín y la 25 de Mayo, logrando ponerle una bala por la cara de popa que corrió toda la cámara, colocándome poco después en la fuerte como amarga situación de valorar debidamente las consecuencias de una imprudente resistencia pues que ella sólo produciría el sacrificio de vidas inocentes, mucho más cuando las artillerías estaban descargadas, como lo conocieron los apresadores del San Martín y la 25 de Mayo...al posesionarse del mando de ellas, pues era innecesario tenerlas cargadas donde no existían enemigos que combatir."
Parte de Guillermo Brown al canciller Felipe Arana, Buenos Aires, 9 de agosto de 1845.

En el San Martín y el 25 de Mayo se izó la insignia francesa y en el Maipú y 9 de Julio la inglesa, no levantándose al comienzo ninguna en el General Echagüe. Se desembarcaron las velas y aseguraron las armas.
Las restantes potencias con presencia en el puerto eran las de Brasil (John Pascoe Grenfell), de Estados Unidos (Garrett Jesse Pendergrast, al mando de la fragata Boston) y Cerdeña (corbeta Aquila). Habían reconocido el bloqueo total del puerto pero sus buques presenciaron el robo de la escuadra sin plantear reclamo alguno.
A los pocos días se completó el despojo con la captura del pontón Cacique (sanitario y de observación) anclado en aguas cercanas a balizas exteriores, y del bergantín mercante Fanny.
Brown fue transportado a Buenos Aires en el HMS Harpy y desembarcado con guardia de honor y salvas el 7 de agosto, al igual que su oficialidad criolla, mientras que los marineros de origen europeo eran incorporados a la flota aliada.
Brown agregaba en su parte del 9 de ese mes que "tal agravio demandaba imperiosamente el sacrificio de la vida con honor," y que solo por la "subordinación religiosa a las supremas órdenes" de Rosas "pudo resolverse el que firma para arriar un pabellón que por treinta y tres años de continuados triunfos ha sostenido con toda dignidad en las aguas del Plata".
El evidente atropello al derecho internacional despertó reacciones adversas en el extranjero.
El periódico de Río de Janeiro O Brado de Amazonas afirmaba el 13 de diciembre de 1845: Triunfe la Confederación Argentina o acabe con honor, Rosas, a pesar del epíteto de déspota con que lo difaman, será reputado en la posteridad como el único jefe americano del sur que ha resistido intrépido las violentas agresiones de las dos naciones más poderosas del Viejo Mundo.
Por su parte el O Sentinella da Monarchia manifestaba que Sean cuales fueran las faltas de este hombre extraordinario, nadie ve en él sino al ilustre defensor de la causa americana, el grande hombre de América, sea que triunfe o que sucumba.
En igual sentido, el general Francisco Antonio Pinto, expresidente de Chile y consejero de estado del presidente en ejercicio Manuel Bulnes, escribía al ministro Arana: Todos los chilenos nos avergonzamos que haya en Chile dos periódicos que defienden la legalidad de la traición a su país, y usted sabe quienes son sus redactores.
El 18 de septiembre de 1845, los embajadores británico y francés declararon el bloqueo marítimo y fluvial de toda la Confederación Argentina, y que se extendería a los puertos que ocuparan las fuerzas de Oribe. Pero quedarían libres del mismo los puertos de las provincias aliadas, que en ese momento eran dos: Corrientes, gobernada desde mediados de 1844 por Joaquín Madariaga, y Santa Fe, donde el general Juan Pablo López había desplazado por la fuerza a Echagüe.

### Se inician las hostilidades

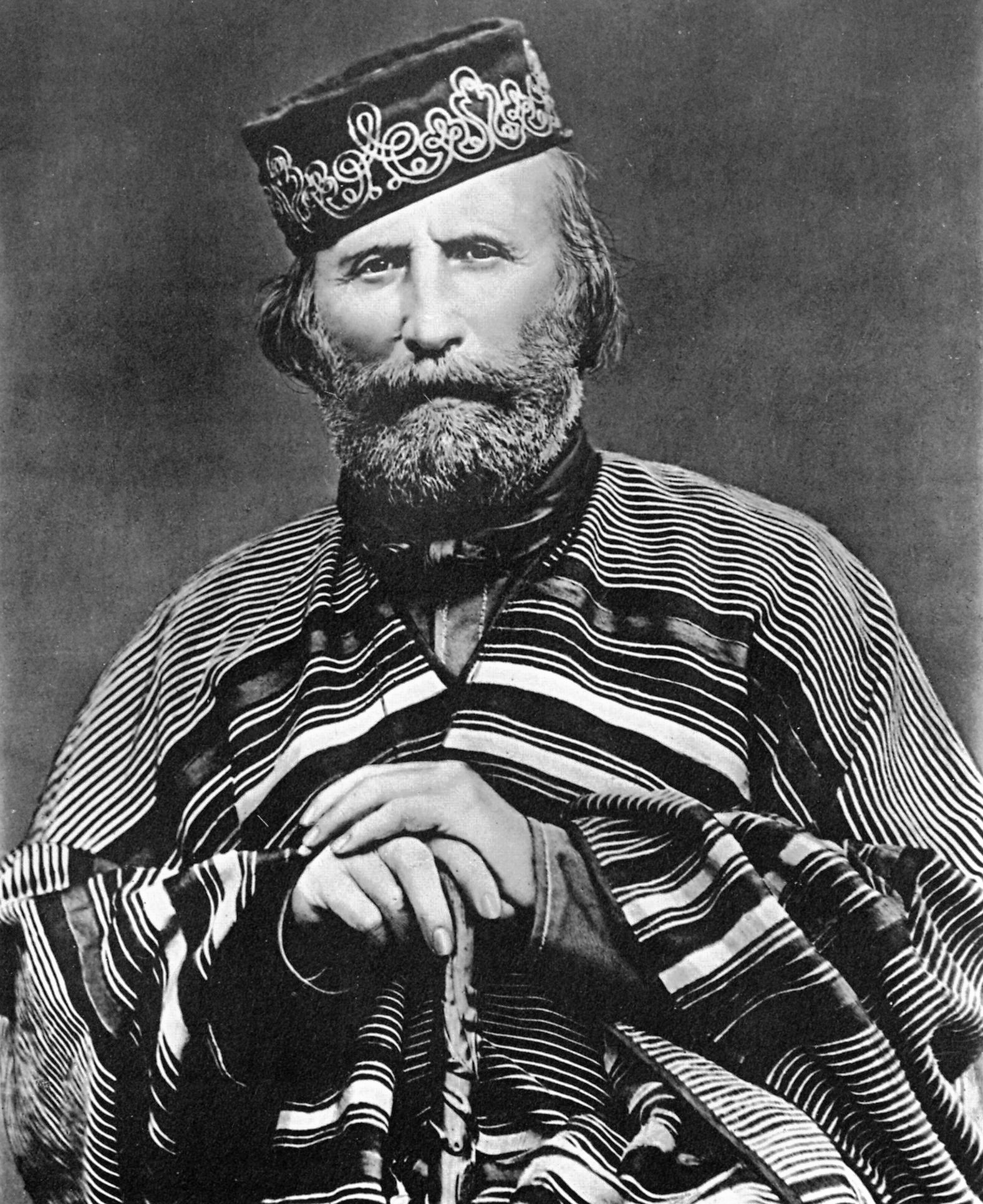
Giuseppe Garibaldi.

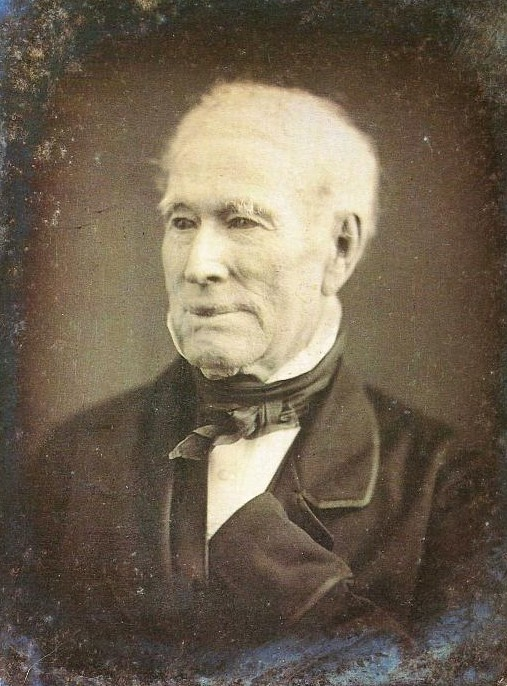
El almirante Guillermo Brown en su ancianidad.

A fines de julio, Rosas comenzó a tomar medidas de defensa: ordenó evacuar la isla Martín García y envió al general Lucio Norberto Mansilla a organizar baterías defensivas en puntos de la costa del río Paraná en que se pudieran lograr ventajas.
Por otro lado, el general Pascual Echagüe regresó a Santa Fe y derrotó a López, obligándolo a huir con un resto de sus fuerzas a Corrientes.
El 30 de agosto, el capitán italiano Giuseppe Garibaldi partió con una gran flota de unos 30 buques mercantes y algunos armados, con 657 efectivos. Intimó rendición a la ciudad de Colonia, la bombardeó y la tomó por asalto, seguido de un violento saqueo y la muerte de civiles.
Unos días más tarde, ocupó la isla Martín García —evacuada por expresa orden de Rosas— y siguió aguas arriba del río Uruguay. La villa de Gualeguaychú fue saqueada a fondo, seguida de otros desembarcos, y saqueos, sobre todo en Fray Bentos. En Paysandú, en cambio, sufrió una severa derrota ante el general Antonio Díaz. No obstante, siguió hasta Concordia, donde fue rechazado, aunque pudo ocupar Salto. Partiendo de esa villa, derrotó al coronel Manuel Lavalleja, aunque no pudo tomar contacto con las fuerzas de Corrientes. Fueron sitiados en Salto por las fuerzas de Servando Gómez; hubo un combate entre ambas fuerzas —que los italianos festejaron como victoria propia— y al poco tiempo, Garibaldi y sus hombres regresaron a Montevideo.
Por su parte, el general Paz había logrado organizar un ejército de unos 5000 hombres en Corrientes, a los cuales agregó un refuerzo de otros 4000 paraguayos, comandados por el hijo del presidente Carlos Antonio López, un general de 19 años llamado Francisco Solano López. Los paraguayos asaltaron unas pequeñas guarniciones en Corrientes, pero luego detuvieron su avance y Paz decidió que los soldados paraguayos no estaban listos para la guerra. Los hombres del joven López se retiraron poco tiempo después.
También contaba con una flotilla fluvial, comandada por un griego de apellido Cardassi, que logró apoderarse de algunas posiciones en el norte de Entre Ríos y bloqueó por algún tiempo los puertos de Santa Fe y Paraná.

### La Vuelta de Obligado

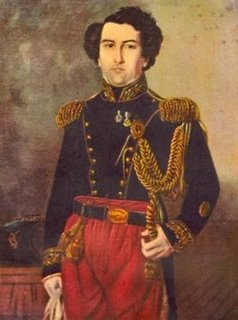
Lucio Norberto Mansilla.

El 17 de noviembre de 1845 partió de Montevideo una gran flota, con la misión de abrir el río Paraná al comercio transatlántico,  formada por decenas de buques de vela y a vapor, y más de 100 buques mercantes. Llevaba a bordo 113 cañones, de calibres de 24 a 80. La comandaban los almirantes Massieu de Clerval y sir Charles Hotham.
El 20 de noviembre llegaron frente a la Vuelta de Obligado, donde se había atrincherado Mansilla. Este había armado una batería sobre la costa, en un paso estrecho, y obligó a la flota enemiga a detenerse por medio de una línea de botes unidos por una gruesa cadena. En realidad, no tenía posibilidad alguna de derrotar a la escuadra anglo-francesa: contaba solamente con 35 cañones, de calibre 4 a 24, mientras sus enemigos llevaban a bordo de sus buques 113 cañones, con calibres de 24 a 80. no obstante, lograron causar serias averías a los barcos enemigos; cuando los ingleses y franceses desembarcaron para tomar las baterías por asalto, fueron obligados a reembarcarse con graves pérdidas.
Mansilla fue herido y reemplazado por Juan Bautista Thorne, que quedaría virtualmente sordo desde esa batalla. Finalmente, cuando este se estaba quedando sin municiones, los invasores cortaron la cadena y recomenzaron su marcha hacia el norte.

### Otras batallas
Por decreto del 27 de noviembre, Rosas declaró actos de piratería la navegación de esa flota, y la de los buques bajo la protección de la misma. El 4 de diciembre, el Paraguay declaró la guerra a Rosas.
Mansilla continuó construyendo baterías defensivas, y atacando los buques enemigos: el 2 de enero de 1846, hubo un nuevo combate en la Vuelta de Obligado. El día 9 del mismo mes logró causarles serias averías en El Tonelero, cerca de Ramallo, y ese mismo día en Acevedo, cerca de San Nicolás de los Arroyos. El 16 de enero sucedió el Segundo combate de San Lorenzo, donde las fuerzas confederadas dañaron gravemente a la escuadra anglo-francesa.
El 10 de febrero, el vapor Gordon, enviado a pedir refuerzos, fue atacado frente a la isla del Tonelero, viéndose obligado a reunirse con la flota. Los refuerzos, llevados por los vapores Firebrand y Alecto, fueron casi destruidos en el Tonelero.
El 2 de marzo, sufrieron terribles pérdidas en Quebracho, y al mes siguiente tres buques en el Tonelero. El 19 de abril, en el Quebracho, el capitán Alzogaray recuperó uno de los buques de la armada capturada a Brown.
Pese a todos estos combates, la flota logró llegar a Corrientes, donde pudieron realizar algunos intercambios comerciales, aunque no muy beneficiosos, ya que se trataba de una provincia pequeña y poco poblada. Lo que sí resultó útil al gobierno correntino fue la importante cantidad de armamento aportada. Las fuentes no mencionan si fue donado por las fuerzas anglo-francesas o vendidas al gobierno provincial.
De regreso de esta expedición, la flota volvió a ser atacada por Mansilla en la batalla de Quebracho, el 10 de junio, sufriendo graves pérdidas.
No fueron esos los únicos ataques de las fuerzas extranjeras: el 21 de marzo fue atacado el puerto de Ensenada, y el día 25, Atalaya. En ambos casos, milicias locales de caballería los obligaron a reembarcar y retirarse.

## Misiones diplomáticas

### La misión Hood
Las noticias de los combates en el río Paraná llegaron a Europa en febrero de 1846. Causaron una gran desilusión, y obligaron a los gobiernos de las potencias atacantes a cambiar de estrategia. En una discusión en la Cámara de los Lores, declaró lord Palmerston:

"todos sabemos que el comercio inglés ha sufrido considerablemente con motivo de las medidas adoptadas por el gobierno inglés para poner término a la guerra entre Buenos Aires y Montevideo. El lenguaje del gobierno cuando se lo ha interrogado sobre estos negocios ha sido de paz; pero los actos de nuestras autoridades en aquellos puntos han sido ciertamente actos de guerra. En primer lugar un bloqueo; en segundo lugar desembarcaron fuerzas inglesas en territorio argentino y asaltaron baterías; hubo después captura de buques de guerra argentinos y un aviso para la venta de esos buques como tomados en una guerra. Quiero saber, pues, si estamos actualmente en guerra o no con Buenos Aires. Si estamos en guerra con Buenos Aires, este hecho no se ha comunicado. Si estamos en paz con Buenos Aires, ¿Cómo pueden conciliarse estas medidas de guerra? ¿las ha aprobado Su majestad?."

En febrero de ese año, en el Morning Chronicle de Londres, fue publicada la opinión sobre el conflicto del general José de San Martín, consultado por Frederick Dickson: en su opinión, los argentinos se defenderían activamente de toda agresión externa, y nada podrían hacer los ejércitos que enviaran en su contra, contra pequeñas partidas armadas de caballería, es decir, montoneras. Pese a la opinión de ciertos autores, no es muy probable que este artículo haya producido efectos en la cancillería británica.
El gobierno británico ordenó a su escuadra abandonar el Paraná, medida que fue imitada por el gabinete francés. El primer ministro Robert Peel envió a Buenos Aires a Thomas Samuel Hood, que años atrás había sido cónsul británico en Montevideo, para reiniciar discusiones pacíficas. También el gobierno francés lo nombró su representante.
Hood se entrevistó con Rosas el 13 de julio de 1846, y le presentó la instrucciones de Aberdeen y Guizot: suspensión de hostilidades, desarme de los extranjeros en Montevideo, retirada de las tropas argentinas del Uruguay, levantamiento del bloqueo, devolución de Martín García y de los buques apresados, reconocimiento de la soberanía plena de la Argentina en el Paraná, elecciones libres en Uruguay, y amplia amnistía. En caso de que las autoridades de Montevideo rechazaran estas condiciones, Francia y Reino Unido las abandonarían a su suerte.
Rosas le impuso algunas correcciones menores, pero las aceptó en general. Oribe también dio su visto bueno, el 11 de agosto. Pero el gobierno de Montevideo las rechazó, y también rechazó la misión de Hood. Por otro lado, ni los embajadores ni los comandantes navales anglo-franceses aceptaron abandonar al gobierno montevideano.
Hood regresó a Europa, donde los gobiernos intervinientes rechazaron su informe. Guizot, porque estaba ya sometido a las presiones que llevarían a la revolución de 1848; y el gobierno inglés, porque el primer ministro, Robert Peel, había sido reemplazado por Lord John Russell, con la consiguiente salida y desautorización de Aberdeen, reemplazado a su vez por Palmerston. Este estaba convencido de que toda la política aplicada hasta entonces, especialmente el bloqueo, había sido un error.
Ouseley y Deffaudis fueron llamados a Europa, y los gobiernos británico y francés comenzaron a intentar salir del atolladero en que se habían metido: Rosas no se había rendido ni había sido vencido por sus aliados, y su prestigio nacional e internacional estaba más fuerte que nunca.
Por otro lado, los diplomáticos británicos temían que Francia intentara imponer un protectorado sobre el Uruguay, o incluso convertirlo en colonia suya.

### La misión Howden-Waleski
Después del fracaso de la misión Hood, el gobierno de Montevideo inició tratativas secretas con el general Urquiza, que había firmado con Corrientes la paz, a través del tratado de Alcaraz. Tras varios intercambios de notas, el gobernador entrerriano estuvo a punto de firmar alguna clase de acuerdo con los sitiados. Pero, imprevisiblemente, el general Rivera se lanzó a una rápida campaña a través del territorio uruguayo y atacó Paysandú. Este ataque y la negativa de Rosas a aceptar el Tratado de Alcaraz hicieron que Urquiza cambiara de idea y suspendiera sus negociaciones.
Los embajadores de la Confederación, Manuel de Sarratea, en Francia, y Manuel Moreno, en Gran Bretaña, informaron que los nuevos ministros plenipotenciarios serían lord John Hobart Caradoc Howden y el conde Alexandre Colonna Waleski. De este último se decía que era hijo natural de Napoleón Bonaparte y María Waleska. Además, los comandantes navales fueron reemplazados: el vicealmirante Fortunato Lepredour reemplazó a Lainé, y el comodoro Herbert reemplazó a Inglefield.
Los nuevos enviados llegaron a Buenos Aires y fueron recibidos por Rosas el 11 de mayo de 1847. Tenían la misión de fijar un tratado tomando como bases las propuestas por Hood, pero modificándolas a favor de los sitiados. Rosas y Arana declararon que estaban listos para firmar el tratado que habían hecho firmar a Hood, pero se negaron a introducirle modificaciones.
Hubo un largo intercambio de notas entre el gobierno y los "mediadores", pero éstos finalmente pidieron sus pasaportes el 3 de julio, para trasladarse a Montevideo.
Howden no bajó a Montevideo, aunque intercambió con el gobierno de la ciudad una serie de notas. Waleski, en cambio, se entrevistó con las autoridades. Como era de esperarse, éstas exigieron mucho más de lo que habían pedido los diplomáticos a Rosas.
El 9 de julio, ambos diplomáticos se entrevistaron en el Cerrito con Oribe. Este se negó a firmar la paz sin la conformidad de Rosas, aunque ofreció una tregua de seis meses y la entrega de ganado a la ciudad sitiada, a cambio de que el bloqueo fuera levantado.
Tras ordenar al comodoro Herbert levantar el bloqueo a los puertos uruguayos, Howden partió a Río de Janeiro, donde ocupó el cargo de embajador. Por su parte, Waleski no aceptó levantar ningún bloqueo, con lo que aparecían nuevas fisuras en la alianza de las potencias “mediadoras”. Waleski partió hacia Francia el 2 de agosto.
El 28 de noviembre, Urquiza aplastaba la rebelión correntina en la batalla de Vences. El Gobierno de la Defensa ya no tenía aliados internos en la Confederación.
Por otro lado, a partir de fines de 1847, Oribe cambió sustancialmente las reglas de juego en cuanto al bloqueo, permitiendo el comercio de los puertos bajo su poder con los puertos de las provincias de Santa Fe, Corrientes y Entre Ríos, por un lado, y con Montevideo, por el otro. El puerto de Montevideo se convertía así en el puerto de ultramar del Uruguay dominado por Oribe, sin que por otro lado este controlara la ciudad. La provincia de Entre Ríos, que tenía más fácil acceso al Río de la Plata, comenzó a comerciar directamente con Montevideo sin pasar por los puertos controlados por Oribe, cosa que este permitía porque no podía evitarlo. También Rosas lo permitía, porque necesitaba conservar la lealtad de Urquiza.
Guizot exigió al gobierno británico explicaciones por la retirada de Howden, a lo que Palmerston respondió que el bloqueo se había transformado en una fuente de recursos para el gobierno de Montevideo.

### La misión Gore-Gros
Las relaciones entre Reino Unido y Francia se deterioraban, pero aún hicieron un último intento de enviar una misión diplomática conjunta. La formaron: por Reino Unido, Robert Gore, y por Francia, el barón Jean-Baptiste Louis Gros.
Ambos representantes llegaron a Montevideo el 19 de marzo de 1848. Al día siguiente apareció asesinado frente a su casa el periodista Florencio Varela, el más decidido partidario de la intervención anglo-francesa, que la había solicitado en su viaje a Londres y París. La prensa montevideana acusó por su muerte a Rosas, pero este no había tenido nada que ver. De hecho, es posible que tampoco hubiera sido obra de partidarios de Oribe, sino de sicarios o aliados de general Rivera.
La situación en Montevideo era crítica: los voluntarios vascos enviados desde Francia se habían trasladado a Buenos Aires, Garibaldi estaba a punto de salir hacia Italia, y las rentas de la ciudad estaban agotadas; sólo dependían del subsidio mensual francés.
Los diplomáticos se dirigieron a Oribe, Rosas y Montevideo, informando sus intenciones pacíficas. Pero también informaron al gobierno de la Defensa que, en caso de fracasar la nueva mediación por pretensiones de este, ambas potencias retirarían sus buques del Río de la Plata. Oribe contestó que estaba dispuesto a otorgar una amplia amnistía si tomaba el control de Montevideo, tanto por vías pacíficas como militares. Poco después, Gros y Gore presentaron las bases de un posible arreglo: se retirarían las tropas extranjeras, tanto del sitio como de la ciudad sitiada, simultáneamente.
La intención de los diplomáticos era otra: separar a Oribe de Rosas. Para ello ofrecieron al expresidente uruguayo el derecho de ocupar la presidencia en Montevideo, por el tiempo que le había faltado en 1838 para terminar su período. Además enviaron una larga serie de comunicaciones a Oribe, dejando completamente de lado a Rosas.
El gobernador comprendió la evidente maniobra y ordenó a Arana comunicárselo a Oribe: señalaba que, de aceptar el presidente semejantes negociaciones, éstos quedaban con las manos libres para atacar a la Confederación. Y que, en esa situación, pretenderían vencer a los dos aliados; primero a Rosas y después a Oribe: 

«¿Qué clase de mediadores son ésos? —escribía Rosas a Oribe— No pueden ser mediadores, porque son beligerantes. ¿No han hostilizado a usted? ¿No han cañoneado los puertos de la Confederación Argentina, su aliada?... No estamos bloqueados todavía por Francia?»

Este cambió el tono de las comunicaciones con Gore y Gros, y retardó la respuesta al pedido de definiciones.
Ante la exigencia del gobierno montevideano de que se definiera la situación, los ministros extranjeros informaron que Oribe había presentado primeramente una actitud favorable, pero que luego había cambiado de opinión. Finalmente, el 18 de mayo, Oribe se retractó y decidió seguir la política de Rosas.
En ese momento llegó al Río de la Plata la noticia de que la Revolución de 1848 había causado la caída del rey Luis Felipe. Ambos diplomáticos decidieron abandonar el Río de la Plata, no sin antes enviar una agresiva nota a Rosas, responsabilizándolo del fracaso de su misión mediadora. El mismo día que recibió la nota, Rosas respondió que las potencias europeas no podían argumentar haber intervenido como garantes de la independencia del Uruguay, ni mucho menos mediadoras, ya que habían actuado como beligerantes, violando Gran Bretaña el tratado de 1825, y Francia el Tratado Mackau-Arana, de 1840.

### El triunfo de Rosas
Apenas partido Gros, el cónsul francés en Montevideo, Devoize, comunicó a Oribe el levantamiento del bloqueo a los puertos uruguayos en su poder. Quedaban bloqueados, sin embargo, los puertos de la Confederación. Pero las condiciones de tal bloqueo eran muy peculiares, ya que a los buques partidos de Montevideo se les permitía pasar a Buenos Aires y el resto de los puertos argentinos; no así los barcos llegados de ultramar.
Especialmente beneficiada con esa medida fue la provincia de Entre Ríos, que comenzó a comerciar directamente con Montevideo, a la que proveyó abundantemente de ganado y cereales.
Por otro lado, el gobierno de Rosas dio por terminadas las negociaciones entre Montevideo, Urquiza y el Imperio del Brasil. Públicamente, en efecto, éstas quedaron paralizadas. Pero, en privado, recomenzaron poco después, con mucho más solidez, y corriendo de por medio fuertes intereses económicos.

## El fin del bloqueo

### El Tratado Arana-Southern

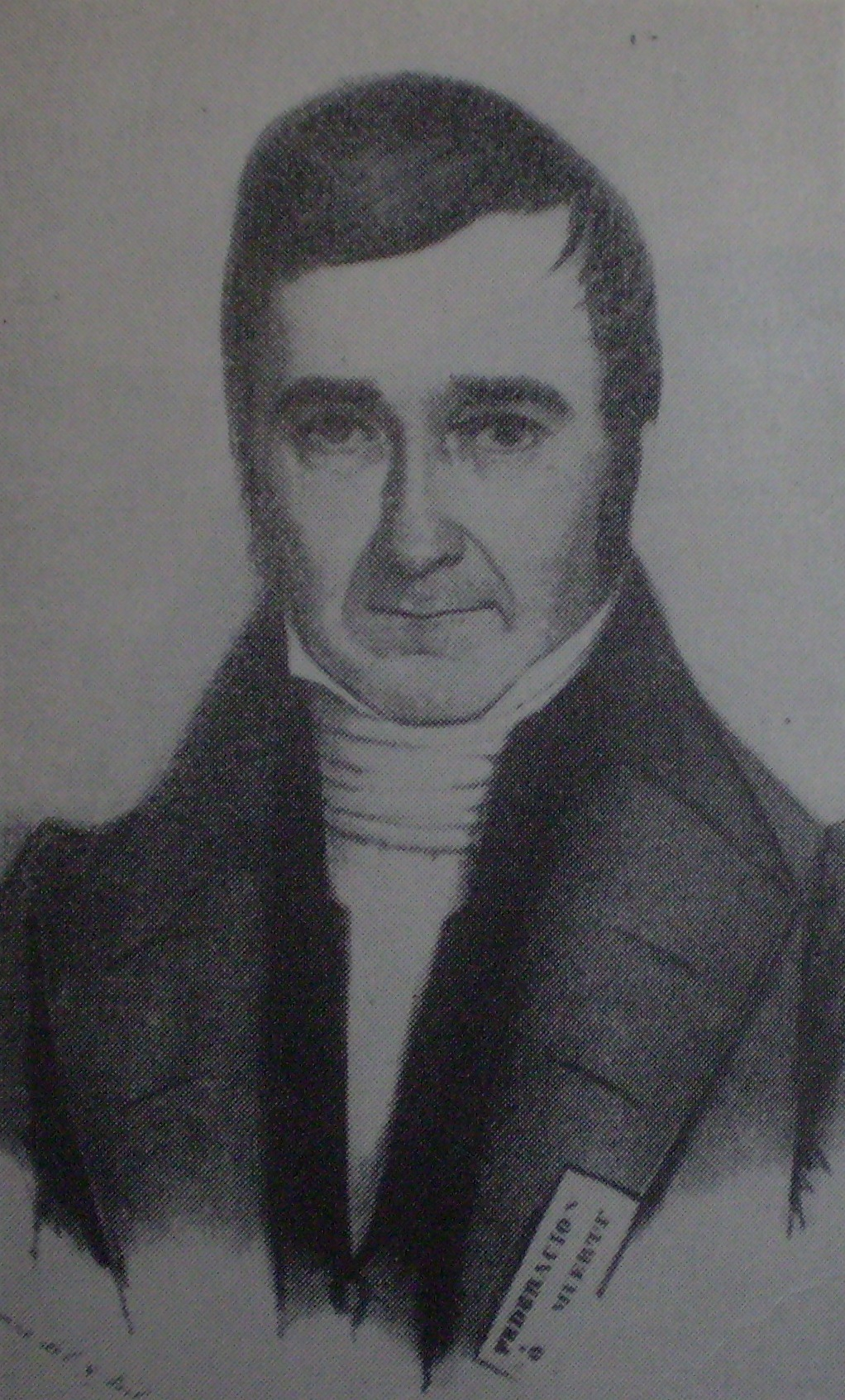
Felipe Arana.

La revolución que llevó a la Segunda República en Francia separó nítidamente los intereses internacionales de ese país y del Reino Unido. En todas sus empresas coloniales comenzaron a tener conflictos. La pretensión de Londres de que esta revolución haría más prudente y menos ambiciosa a Francia resultó completamente defraudada, ya que las nuevas autoridades intentaron mostrar un intenso interés en las conquistas en Asia y en África.
El gobierno británico decidió que los sucesivos fracasos de su política en el Río de la Plata, con su pésimo efecto sobre sus intereses comerciales en esa región, debían ser solucionados con urgencia. Sólo entonces parecieron descubrir que estaban pretendiendo mediar ante un gobierno argentino con el que no tenían relaciones diplomáticas oficiales, desde la retirada de Mandeville, tres años antes.
Para ocupar el cargo de embajador en Buenos Aires fue nombrado sir Henry Southern, que tenía gran experiencia y que conocía perfectamente el idioma español, ya que había sido embajador en Madrid durante varios años.
Este llegó el 5 de octubre de 1847 a Buenos Aires, y presentó sus credenciales a Arana. Pero Rosas ordenó a este no recibirlas, hasta que el Reino Unido accediera a firmar un acuerdo, sobre las bases Hood.
Southern se dio cuenta de que, si se negaba, habría navegado 9000 millas para fracasar el primer día. Cedió de palabra a todo, suplicó que se le permitiera residir en Buenos Aires, se entrevistó varias veces con Manuelita Rosas, a quien trató como una amiga. Logró por el momento residir en Buenos Aires. En diciembre, tras cursar una nota por demás halagadora para el gobernador, ofreciendo tratar todo el conflicto sobre las bases Hood, logró finalmente ser recibido por Rosas en carácter de agente diplomático. Inmediatamente escribió a Londres, presentando el fruto de sus cesiones como un triunfo.
A principios de 1849, Southern recibió orden de llegar a un acuerdo final, sobre las bases que aceptara Rosas. La negociación fue muy larga, más que nada por la tendencia del gobernador a detenerse en detalles nimios. Pero, finalmente, el 24 de noviembre, se firmó el Tratado Southern-Arana.
Por el mismo, se reconocía a la Confederación Argentina la plena soberanía sobre sus ríos interiores, incluido el río Uruguay en común con la República Oriental. Además se reconocía el derecho de la Argentina de solucionar sus diferendos con el gobierno uruguayo por vías pacíficas o bélicas sin intervención extranjeras, incluyendo el derecho a bloquear los puertos enemigos. También se le devolvían la flota capturada y la isla Martín García, y habría un desagravio de la bandera argentina por la flota británica.
El Tratado Arana-Southern no resolvió la disputa por las Islas Malvinas que se originó tras la expulsión de las autoridades argentinas en 1833. Las Malvinas no fueron mencionadas ni en las negociaciones ni en el texto del tratado. Argentina mantuvo su reivindicación y sus pedidos de respuesta, mientras el Reino Unido mantuvo su postura de negarse a discutir la cuestión; tampoco mencionó el tratado ante las sucesivas protestas del gobierno argentino.
El Reino Unido se reconocía vencido.

### El Tratado Arana-Leprédour
- Wikisource contiene obras originales de o sobre Bloqueo anglo-francés del Río de la Plata.

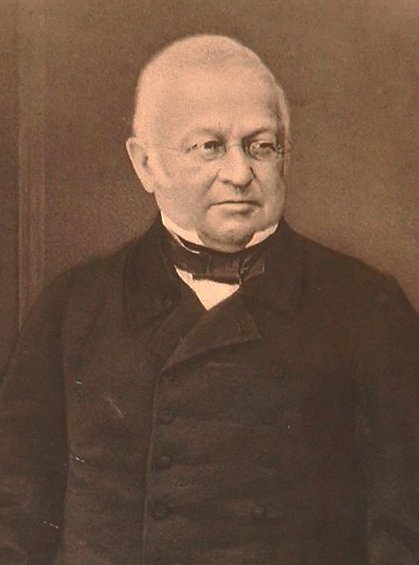
Adolphe Thiers.

La situación en Francia era distinta: con la caída del gobierno a partir de la revolución del 48, las tendencias belicistas estaban aumentando. El nuevo ministro de relaciones exteriores, Édouard Drouyn de Lhuys, decidió aumentar la dotación militar de Montevideo, enviando entre 3000 y 4000 “comunistas”, es decir, revolucionarios condenados por haber participado en los desórdenes de la revolución del 48. Además había logrado votar nuevas donaciones para el gobierno de esa ciudad. Hacía ya varios años que se mantenía el suministro de 250 000 francos mensuales, que los uruguayos deberían devolver con los ingresos de su aduana a partir de 1852. El ministro Adolphe Thiers, dirigía un partido belicista en el gobierno de Luis Napoleón, opuesto a todo acuerdo con Rosas, había logrado aumentar ese monto.
Sin embargo, el gobierno decidió también no desprenderse de su alianza con el Reino Unido. Por ello, a falta de diplomático acreditado, envió a Buenos Aires al almirante Leprédour. Este llevó a Buenos Aires ocho proposiciones, muy distintas a las bases Hood, que fueron inmediatamente rechazadas.
No obstante, terminó firmando con Arana un nuevo acuerdo, el 4 de abril de 1850, remotamente basado en las bases Hood. Sobre la base de este acuerdo, la flota francesa levantó el bloqueo, aunque continuó sosteniendo militar y económicamente a Montevideo y conservó en su poder la isla Martín García.
A fines de diciembre de 1849, sin embargo, el gabinete estaba en serios problemas económicos, y debió pedir nuevos recursos al Congreso. Esto causó un nuevo debate parlamentario sobre la intervención en el Plata, incluido el acuerdo del 4 de abril. La posición de Thiers era francamente belicista, y estaba incluso ansioso de hacer algún tipo de conquista territorial en el Río de la Plata. Los ministros del gobierno sostuvieron la necesidad de terminar con la intervención —citando en su respaldo la opinión del general San Martín— y terminaron por aceptar nuevas asignaciones presupuestarias, para sostener los aportes a Montevideo, aunque solo por nueve meses.
El gabinete francés envió al Río de la Plata un poderoso refuerzo a la flota francesa, compuesta de 3 fragatas, 3 bergantines, 6 corbetas —de las cuales 2 a vapor— y dos cañoneras. En ella viajaba el enviado especial Goury de Boslau, con mensajes para Leprédour. A pesar de semejante despliegue de fuerzas, sorprendentemente, las órdenes que recibió Leprédour eran de llegar rápidamente a un acuerdo con el gobierno argentino.
En un principio, Rosas se negó a recibir a Lepredour debido a los refuerzos recibidos, que hacían pensar que se lanzaría un nuevo ataque contra la Argentina. No obstante, accedió a recibirlo como a un particular por pedido del ministro inglés Southern. La entrevista fue muy ríspida, porque las nuevas pretensiones de Leprédour eran inaceptables: en el prólogo propuesto, se hacía aparecer a la Argentina como habiendo amenazado la independencia uruguaya, y a Francia como garante de la misma. También rechazó las condiciones de la retirada argentina del Uruguay, ya que obligaba al ejército de la Confederación a retirarse mucho antes del comienzo del reembarco de las tropas extranjeras de Montevideo y de la devolución de Martín García. Por último, el tratado nombraba a una de las partes contendientes en el Uruguay “gobierno de Montevideo”, y a la otra “el general Oribe”.
No obstante, en posteriores reuniones, Rosas y Lepredour acercaron rápidamente sus posiciones. También hubo una reunión del almirante francés con Oribe, que desembocó en un rápido acuerdo.
Finalmente, el 31 de agosto de 1850 se firmó la Convención definitiva de paz, conocida como Tratado Arana-Leprédour, sobre la base de las bases del 4 de abril del año anterior, que devolvía las naves argentinas en manos francesas, la isla Martín García, decidía la evacuación por las tropas extranjeras de Montevideo, reconocía la soberanía argentina sobre el Paraná, y se saludaría el pabellón argentino con 21 cañonazos de la escuadra francesa.
Quedaba pendiente la ratificación parlamentaria del Tratado en Francia. Los opositores al mismo alargaron la discusión por meses, sosteniendo su política imperialista hasta el final. Cuando la situación hubo cambiado, meses más tarde, la discusión fue archivada. El Tratado Arana-Leprédour nunca fue ratificado por la Asamblea Francesa debido a su disolución por el golpe de Estado de Luis Napoleón el 2 de diciembre de 1851.

## Una victoria efímera
El bloqueo había terminado, y la victoria diplomática de Rosas era absoluta.
No obstante, el triunfo duraría muy poco. Apenas unos días después de la firma del Tratado Arana-Lepredour, obligado por repetidas provocaciones de parte del Imperio del Brasil, Rosas rompía relaciones con este. En esta nueva situación, Rosas no contaría con el apoyo de su mejor general y jefe del segundo mayor ejército de la Confederación, el general Urquiza.
Es que el sitio había tenido 

"una repercusión favorable sobre el litoral. Los estancieros, principalmente los de Entre Ríos, ampliaron enormemente sus negocios gracias al comercio directo —sin intermediación porteña— con los países europeos. Los barcos de ultramar entraban por el Paraná y el Uruguay, trayendo manufactura y llevando los cueros, tasajo, astas, cerdas, tabaco y yerba que antes sólo podían salir por Buenos Aires. Pero en 1849, cuando Rosas llega a un acuerdo con Inglaterra, por la cual aquélla reconoce el monopolio portuario de Buenos Aires, comprometiéndose a no navegar los ríos interiores, el litoral ve cerrarse la fuente de su prosperidad."

El historiador José María Rosa relata que 

"el secreto del enriquecimiento entrerriano estaba en el largo sitio de Montevideo, iniciado en 1843. La verdad es que las estancias entrerrianas, más que de los saladeros riograndenses, salía la carne consumida en la ciudad sitiada.

"La salida de oro hacia el extranjero por la puerta falsa de Entre Ríos, formaba el tercer renglón de grandes ganancias irregulares. Rosas había prohibido en 1837 la exportación del oro a fin de mantener una existencia que sostuviera el valor del peso... Pero las goletas y balleneras del gobernador Urquiza, que llevaban mercaderías europeas a Buenos Aires, retornaban con grandes cantidades de oro que llevaba a vender a Montevideo; el precio del oro, debido a su prohibición de exportarlo, era más bajo en Buenos Aires que en Montevideo.

Según Jacinto Oddone, 

"Desde el punto de vista del derecho internacional y de la independencia argentina, Rosas había obtenido un verdadero y señalado triunfo, al imponerse al Reino Unido y Francia, y obtener el reconocimiento de que la navegación del Paraná era cuestión interna de la Argentina. Pero ese reconocimiento, que colocaba a la Argentina entre las naciones que sabían hacerse respetar frente a fuerzas enormemente superiores, dejó libres las manos de Rosas para seguir explotando el litoral en beneficio de Buenos Aires."

Por razones económicas y no políticas ni mucho menos ideológicas, Urquiza se pondría al frente de una nueva coalición contra Rosas. Tras haberse asegurado la alianza con el Brasil, tomaría el control de las fuerzas argentinas de Oribe, forzaría su dimisión y reunificaría el Uruguay. Poco después —al frente de su Ejército Grande— lograría la caída de Rosas en la batalla de Caseros, el 3 de febrero de 1852.
Poco después de su victoria, cediendo a las presiones de los grupos que lo habían apoyado, Urquiza declaró libre para los buques de todas las naciones la navegación de los ríos interiores de la Argentina. Tal declaración también fue incorporada a la nueva Constitución Argentina de 1853.